# Walt Whitman Rostow

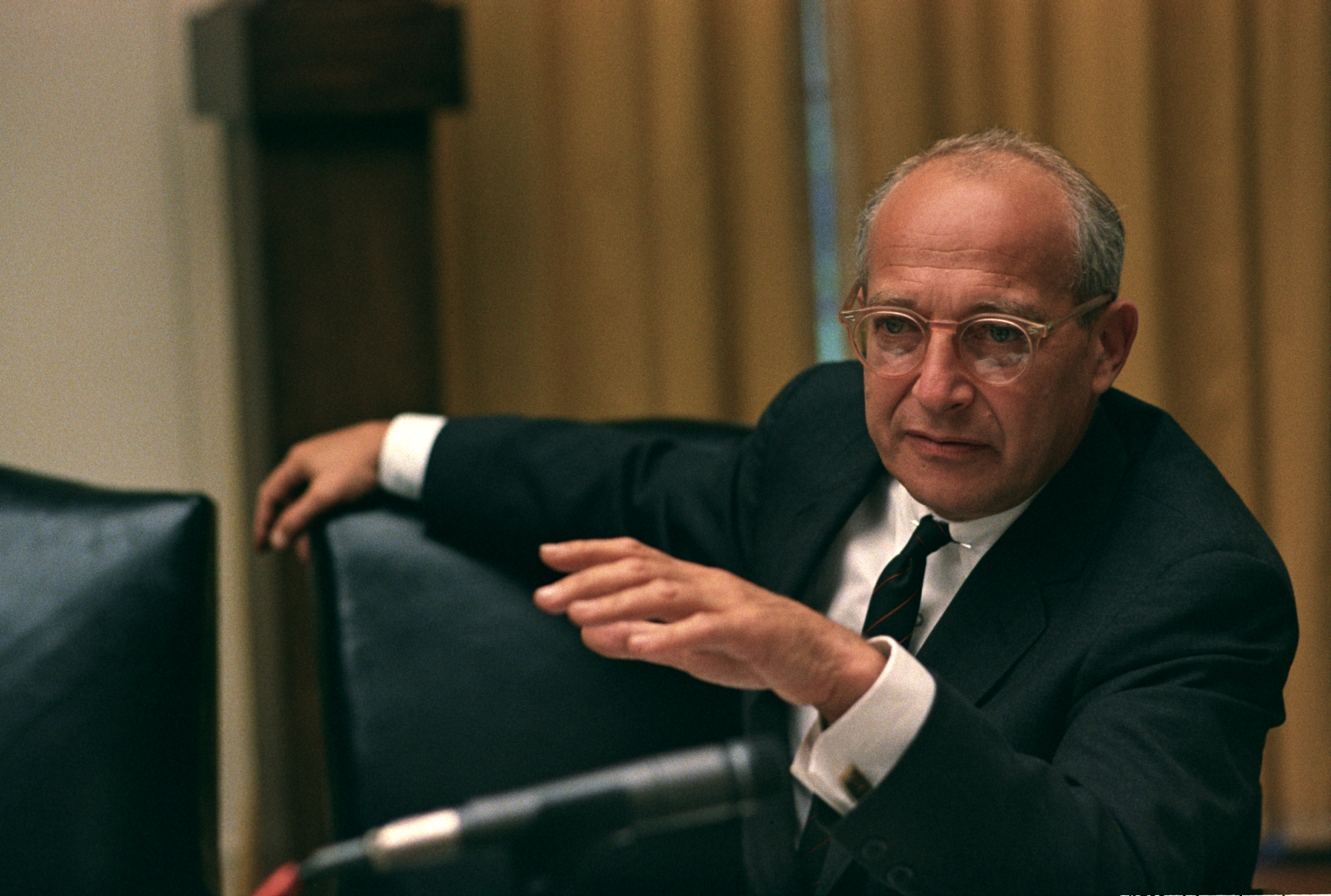
Walt Whitman Rostow, 7. Oktober 1968

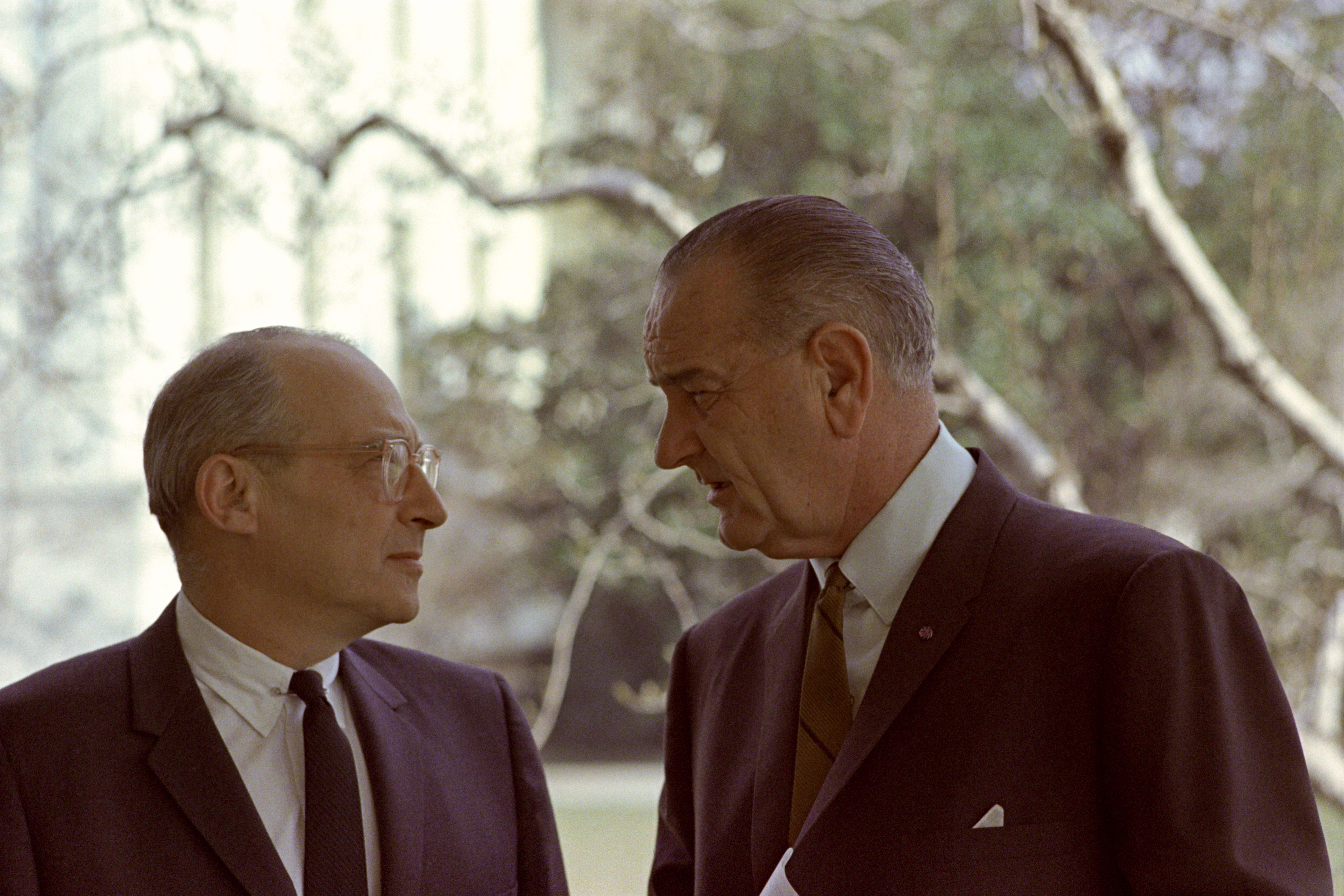
Walt Rostow (links) mit US-Präsident Johnson, 1967

Walt Whitman Rostow (* 7. Oktober 1916 in New York City; † 13. Februar 2003 in Austin, Texas) war ein US-amerikanischer Ökonom und Wirtschaftshistoriker. Bekanntheit erlangte er durch sein 1960 veröffentlichtes Modell zur Entwicklungstheorie, das nach ihm benannte Rostow-Modell. Von 1960 bis 1969 war er zudem als Mitglied der US-Regierung tätig, darunter von 1966 bis 1969 als Nationaler Sicherheitsberater von Präsident Lyndon B. Johnson.

## Leben
Walt Whitman Rostow wurde 1916 als Kind der russischen Immigranten Viktor Aaron und Lillian Rostow in New York geboren. Im Alter von 15 Jahren absolvierte er 1932 das High-School-Examen in New Haven und erhielt ein Stipendium für das Studium der Volkswirtschaftslehre und Geschichte in Yale. Im Jahr 1936 erhielt Rostow das renommierte Rhodes-Stipendium, das ihm ermöglichte, von 1936 bis 1938 am Balliol College der University of Oxford zu studieren. Er promovierte 1940 in Yale mit seiner Dissertation British Trade Fluctuations, 1868–1896. Darauf unterrichtete Rostow für ein Jahr Wirtschaftswissenschaft an der Columbia University.
Nach dem Eintritt der USA in den Zweiten Weltkrieg wurde Rostow 1941 Mitglied des Office of Strategic Services unter William Joseph Donovan. Nach dem Krieg lehrte er von 1946 bis 1947 als Harmsworth Professor für Geschichte in Oxford. In den folgenden Jahren lehrte Rostow an der Columbia University und dem Massachusetts Institute of Technology (MIT). 1957 wurde er in die American Academy of Arts and Sciences und 1983 in die American Philosophical Society gewählt.
1958 wurde Rostow zum Redenschreiber von Präsident Dwight D. Eisenhower. 1960 berief John F. Kennedy ihn in sein Wahlkampfteam. Nach Kennedys Wahl legte Rostow seine Arbeit am MIT nieder und arbeitete als Sicherheitsberater, später im Außenministerium als Leiter des Politischen Planungsstabes (Director of Policy Planning). Ebenfalls 1960 erschien sein viel beachtetes und diskutiertes Buch The Stages of Economic Growth: A Non-Communist Manifesto, als neuer Beitrag zu den Modernisierungsmodellen.
Nach der Ermordung Kennedys im November 1963 setzte er seine Arbeit unter dem neuen Präsidenten Lyndon B. Johnson fort. Anfang 1966 wurde Rostow zum Nationalen Sicherheitsberater ernannt; dieses Amt behielt er bis zum Januar 1969. Dabei geriet er zunehmend in die Kritik, ein Hauptverantwortlicher für die Eskalation des Vietnamkriegs zu sein. Mit der Wahl von Richard Nixon 1969 zum Präsidenten der Vereinigten Staaten schied Rostow aus der Politik aus.
Da ihm das MIT eine Rückkehr auf seinen alten Lehrstuhl verwehrte, nahm er eine Stelle an der Lyndon B. Johnson School of Public Affairs an der University of Texas in Austin als Junior Professor Emeritus an. Dort unterrichtete er Ökonomie und Geschichte bis zu seinem Tod 2003.